# 옹스트롬
옹스트롬(스웨덴어: Ångström, 기호: Å)은 길이의 단위로서 10-10 미터 또는 0.1nm를 나타낸다. 옹스트롬은 원자 하나의 지름과 그 척도가 비슷하여 미시세계를 다룰때 많이 사용하는 단위이다.
1 Å = 1.0 x 10–10 m = 0.1 nm
옹스트롬은 종종 자연 과학과 과학 기술에서 원자나 분자의 크기, 미생물 구조, 화학결합, 크리스탈의 원자 배열, 전자기 방사선의 파장, 집적회로의 규모를 나타내기 위해 사용된다. 이 단위는 스웨덴의 물리학자 안데르스 요나스 옹스트룀(1814-1874)에서 이름이 붙여졌다. 이 기호는 스웨덴 철자처럼 항상 동그라미 부호와 함께 쓰인다. 기호 이름이 가끔 그 부호가 없는 로마자로 쓰일 때도 공식적 의미로 그 부호를 포함한다.

## 유니코드 문자

유니코드에서의 코드 표현 예시.

호환성의 이유로 유니코드는 U+212B Å angstrom sign (HTML: &#8491;)의 기호가 포함되어 있다. 그러나 옹스트롬 문자는 U+00C5 Å latin capital letter a with ring above (HTML: &#197; &Aring;)에도 대응하고 있다. 유니코드 컨소시엄은 일반 문자(00C5)의 사용을 권고한다.

## 같이 보기
- 단위 변환
- X단위